# Quadricalcarifera cupreonitens
Quadricalcarifera cupreonitens är en fjärilsart som beskrevs av Sergius G. Kiriakoff 1963. Quadricalcarifera cupreonitens ingår i släktet Quadricalcarifera och familjen tandspinnare. Inga underarter finns listade.